# Walia na Igrzyskach Imperium Brytyjskiego 1938
Walia wystartowała na Igrzyskach Imperium Brytyjskiego w 1938 roku w Sydney jako jedna z 15  reprezentacji. Była to trzecia edycja tej imprezy sportowej oraz trzeci start walijskich zawodników. Reprezentacja zajęła ósme miejsce w generalnej klasyfikacji medalowej igrzysk, zdobywając 2 złote i 2 srebrne medale. Walijczycy startowali w lekkoatletyce, boksie, kolarstwie, pływaniu.

## Medale
| Dyscyplina | Złoto | Srebro | Brąz | Razem |
| ---------- | ----- | ------ | ---- | ----- |
| Boks       | 1     | 0      | 0    | 1     |
| pływanie   | -     | 2      | -    | 2     |
| Razem      | 1     | 2      | 0    | 3     |

## Medaliści
Boks
- BarDenis Patrick Reardon - waga średnia

 Pływanie
- Jeanne Greenland - 110 jardów stylem grzbietowym kobiet